# Jared Berggren
Jared Berggren (Coon Rapids, Minnesota, 2 de abril de 1990) es un exjugador de baloncesto estadounidense. Con 2,08 metros de estatura, jugaba en la posición de pívot.

## Trayectoria deportiva

### Universidad
Jugó cuatro temporadas con los Badgers de la Universidad de Wisconsin, en las que promedió 7,2 puntos, 3,8 rebotes y 1,2 tapones por partido. En su última temporada fue incluido en el segundo mejor quinteto de la Big Ten Conference tanto por la presnas especializada como por los entrenadores, además de serlo también en el mejor quinteto defensivo de la conferencia.

### Profesional
Tras no ser elegido en el Draft de la NBA de 2013, fichó por el Telenet Oostende de la liga belga. En su primera temporada en el equipo promedió 7,0 puntos y 5,0 rebotes por partido. Tras perderse gran parte de la temporada siguiente, en julio de 2015 firmó por una temporada por el Pallacanestro Cantù de la liga italiana. Disputó 14 partidos, en los que promedió 6,8 puntos y 5,2 rebotes, antes de ser despedido en febrero de 2016.
Al día siguiente firmó contrato por el Aquila Basket Trento para el resto de la temporada, disputando once partidos en los que promedió 4,0 puntos y 3,2 rebotes.
En agosto de 2016 firmó por una temporada con el Basket Brescia Leonessa.